# Hôtel Henri-Louis Walbaum

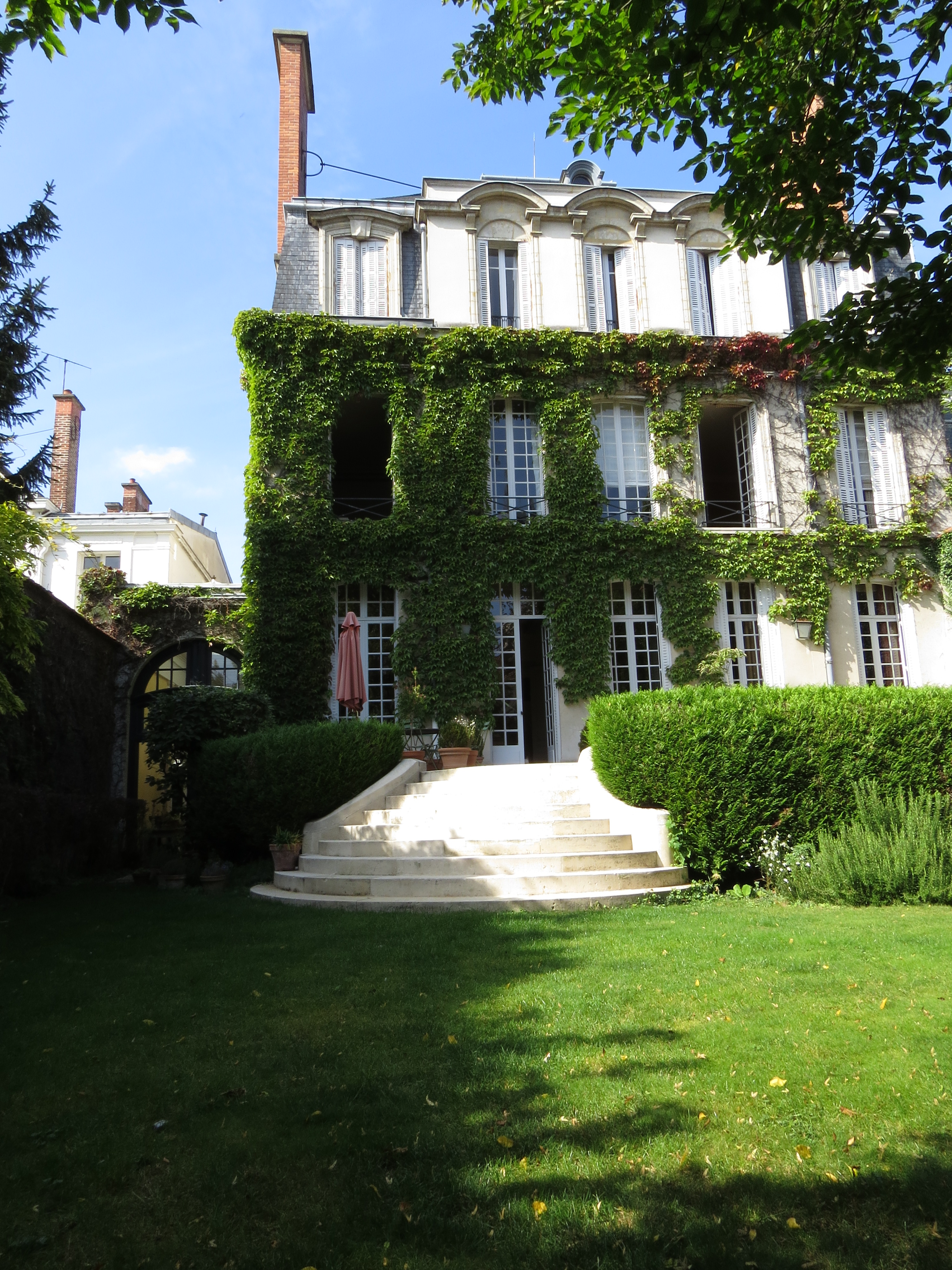

L'hôtel Henry-Louis Walbaum est un hôtel particulier situé à Reims dans une rue adjacente du boulevard Lundy. 
Il fut construit entre 1874-1875 par l'architecte Alphonse Gosset, pour le compte de Henry-Louis Walbaum, neveu de Florens-Louis Heidsieck, fondateur en 1785 de la maison de champagne Heidsieck & Cie. 

## Galerie

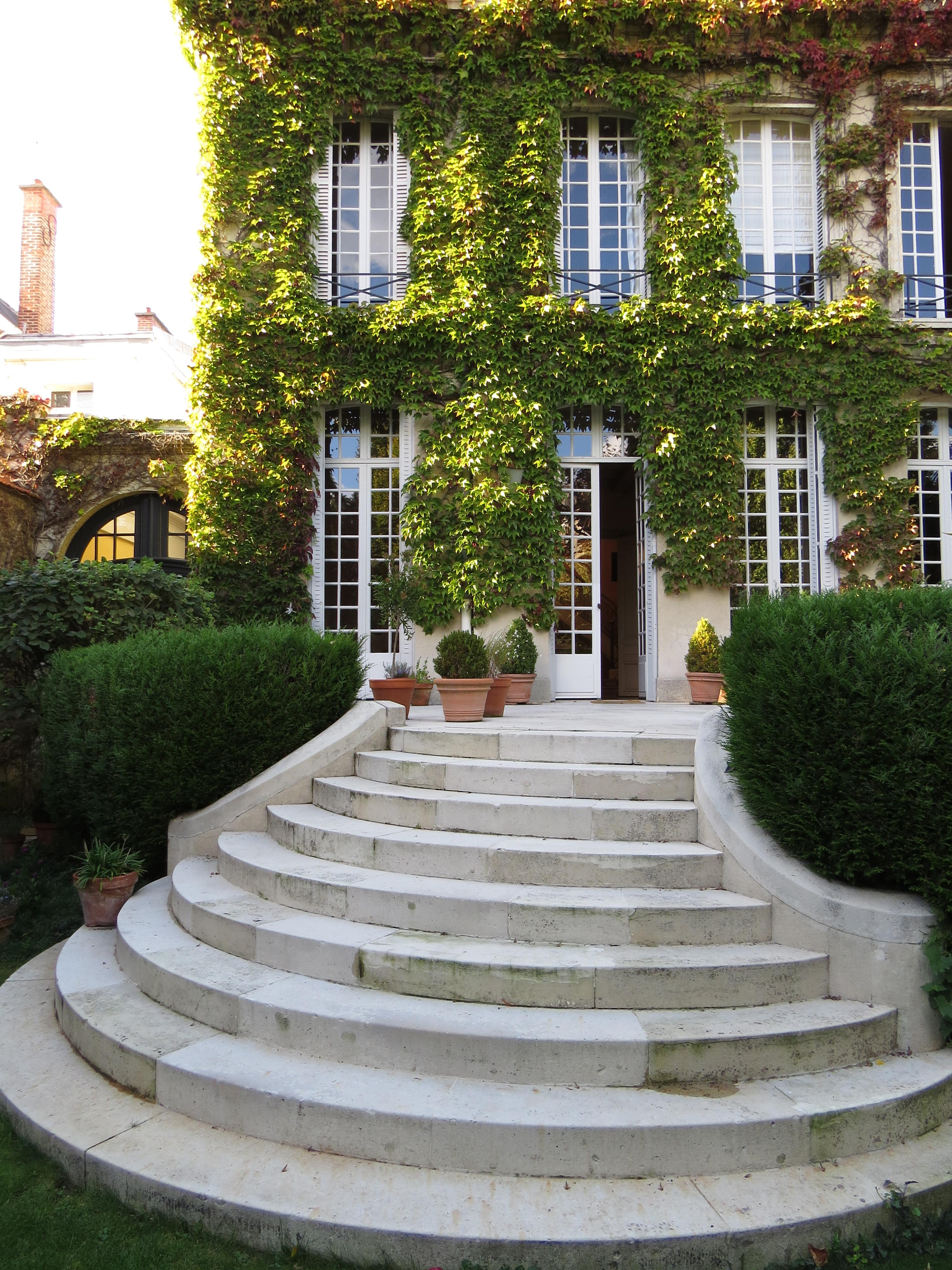
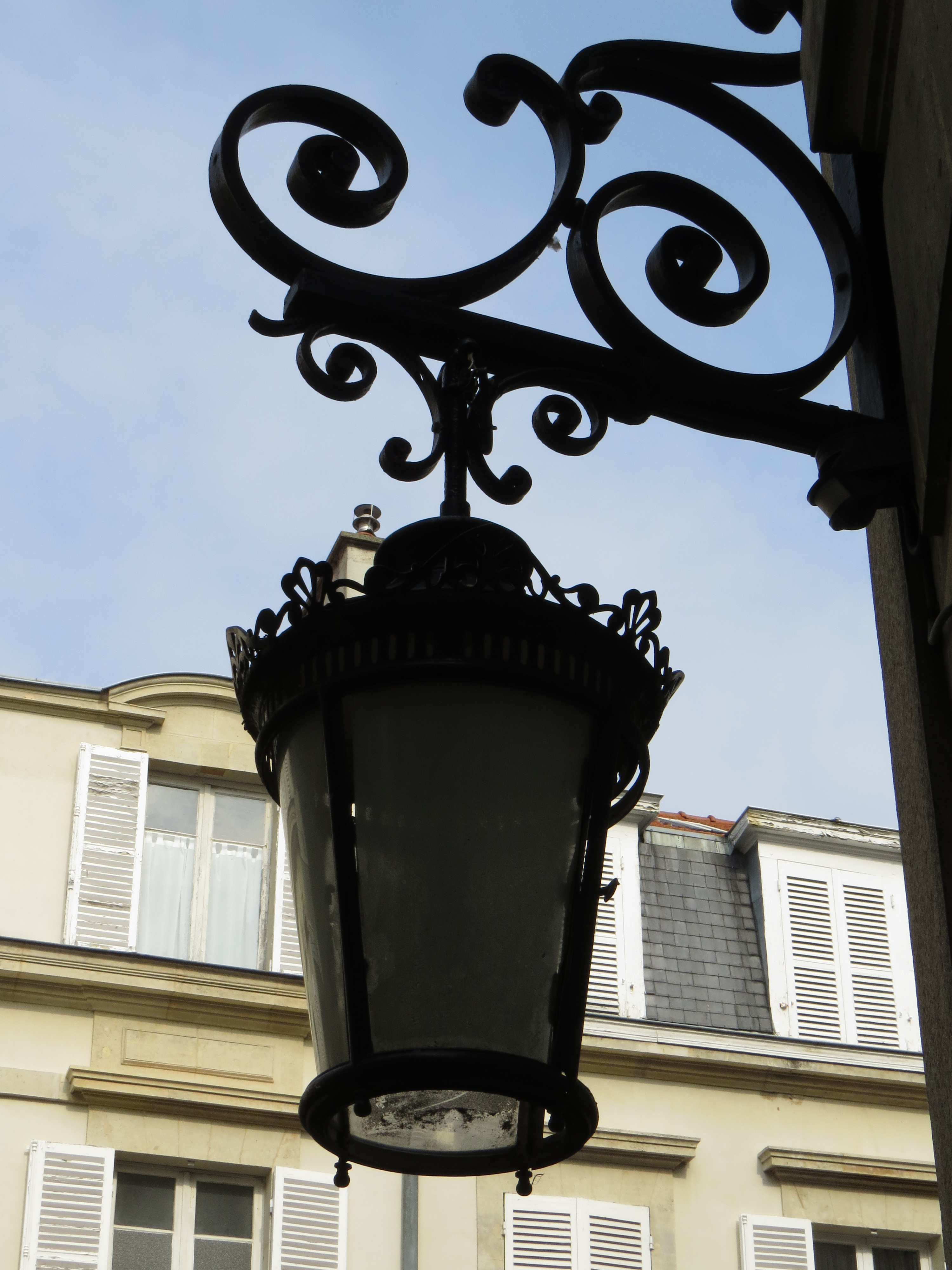